# Elecciones presidenciales de Ecuador de 1924
Las elecciones presidenciales de Ecuador de 1924 fue el proceso electoral el cual tuvo por objetivo la elección de un nuevo presidente constitucional de la República del Ecuador.

## Antecedentes
Fueron convocadas las elecciones por parte del presidente José Luis Tamayo para escoger a su sucesor presidencial, bajo la Constitución de 1906.
Estas elecciones fueron las cuartas realizadas durante la llamada época de la plutocracia liberal, cuando los sectores bancarios, agroexportador y comercial del litoral tomaron el control político del Estado ecuatoriano, encabezados por el Banco Comercial y Agrícola de Guayaquil incidiendo no sólo en la política económica, sino también en las elecciones presidenciales y parlamentarias, garantizando el triunfo de sus candidatos a través del fraude electoral y la manipulación en coordinación con la facción placista y bancaria del partido oficialista liberal, siendo eliminada la facción radical alfarista en la Hoguera Bárbara.

## Desarrollo
Los candidatos fueron Gonzalo Córdova, afín con el liberalismo plutocrático, los otros fueron el coronel Juan Manuel Lasso Ascásubi, apoyado por los socialistas y Federico Intriago. 
Triunfó Gonzalo Córdova con 173.773 votos, Juan M. Lasso obtuvo 9.175 votos, Federico Intriago obtuvo 3.454 votos y 136 votos en favor de otros candidatos.
Gonzalo Córdova asumió el cargo de presidente constitucional de la República el 1 de septiembre de 1924.

## Candidatos y Resultados
| Partido                      | Partido                     | Candidato                             | Cargos importantes                        | Votos   | %     |
| ---------------------------- | --------------------------- | ------------------------------------- | ----------------------------------------- | ------- | ----- |
|                              | Partido Liberal del Ecuador | Gonzalo Fernández de Córdova y Rivera | Presidente de la Cámara del Senado (1918) | 173.773 | 93.2% |
| José Federico Intriago Navas | Partido Liberal del Ecuador | Ministro de Hacienda (1911 - 1912)    | 3.454                                     | 1.8%    |       |
| Socialista                   | Socialista                  | Juan Manuel Lasso Ascásubi            | Senador por Carchi (1912 - 1916)          | 9.175   | 4.9%  |
| Otros                        | Otros                       | Otros                                 | Otros                                     | 136     | 0.1%  |

Fuente: